# Eduardo Henriques
Eduardo António da Silva Henriques, (Alenquer, 24 de Março de 1968), foi um atleta fundista português e actualmente é treinador de atletismo.
Esteve no Sporting CP entre 1991 e 1995, depois no ano seguinte, 1996 transferiu-se para o Maratona CP onde esteve até 2002, em 2003 competiu pelo AGC.
Entre 2005 e 2009 representou o GD Conforlimpa até abandonar a carreira em 2009.
Participou no Campeonato do Mundo de 2003 na cidade alemã de Estugarda e nos Jogos Olímpicos de 1996 em Atlanta nos Estados Unidos ambas em 3000 metros com obstáculos e sem conseguir o acesso à final em ambas as participações.
Em 1998 na capital da Hungria, Budapeste nos Campeonatos da Europa desse ano, na final de 5000 metros obtém o 16º lugar.
Foi responsável técnico pela GDR Conforlimpa, equipa que em 2012 terminou para a modalidade do atletismo. 

## Recordes Pessoais
- 800 metros: 1.49,1 (Lisboa - 1988)
- 1500 metros: 3.38,82 (Sevilha - 1992)
- 5000 metros: 13.26,91 (Lisboa - 1998)
- 10000 metros: 28.05,09 (Atenas - 2003)
- 3000 metros com obstáculos: 8.27,53 (Maia - 1996)

### Provas Não Olímpicas
- 3000 metros: 7.51,00  (Belfast - 1993)
- Meia Maratona: 1.01.41 (Vila Real de Santo António - 2006)

## Campeonatos Nacionais
- 1 Campeonato Nacional 1500 metros (1991)
- 4 Campeonatos Nacionais Corta-Mato (2000),(2002),(2006) e (2008)
- 5 Campeonatos Nacionais de Estrada (1999), (2001), (2002), (2003) e (2005)

## Jogos Olímpicos
- (1996 - Atlanta) 3000 metros com obstáculos (qualificações)

## Campeonatos do Mundo
- (1993 - Estugarda) 3000 metros com obstáculos (Meias Finais)

## Campeonatos da Europa
- (1998 - Budapeste) 5000 metros (16º lugar)

## Campeonatos do Mundo de Corta-Mato
- (1993 - Amorebieta) (Longo) (89º lugar)
- (1995 - Durham) (Longo) (33º lugar)
- (1997 - Torino) (Longo) (30º lugar)
- (1998 - Marrakech) (Longo) (25º lugar)
- (1999 - Belfast) (Longo) (14º lugar e medalha de Bronze por equipas)
- (2000 - Vilamoura) (Longo) (10º lugar)
- (2002 - Dublin) (Longo) (19º lugar)
- (2003 - Lausanne) (Longo) (16º lugar)
- (2006 - Fukuoka) (Longo) (27º lugar)

## Campeonatos da Europa de Corta-Mato
- (1996 - Charleroi) (5º Lugar)
- (1998 - Ferrara) (6º Lugar)
- (1999 - Velenje) (2º Lugar, Medalha de Prata)
- (2001 - Thun) (45º lugar)
- (2002 - Medulin) (4º Lugar)
- (2003- Edinburgh) (3º lugar, Madalha de Bronze)

## Campeonatos do Mundo de Meia Maratona
- (1999 - Palermo) (5º lugar)
- (2001 - Bristol) (23º lugar)

## Taça dos Clubes Campeões Europeus de Corta Mato
- 4 taças dos Campeões nos anos 1990, 1991, 1992 e 1994 ao serviço do Sporting Clube de Portugal
- 1 taça dos Campeões no ano de 1996 ao serviço do Maratona Clube de Portugal

## Taça dos Clubes Campeões Europeus de Estrada
- 2 taças dos Campeões nos anos 1996 e 2001 ao serviço do Maratona Clube de Portugal
- 3 taças dos Campeões nos anos 2005, 2006 e 2008 ao serviço do Grupo desportivo da Conforlimpa

## Campeonatos Ibero-Americanos
- Medalha de Prata nos 3000m Obstáculos (1992)
- Medalha de Bronze nos 5000m (1998)